# اچ‌دی ۴۴۵۹۴
اچ‌دی ۴۴۵۹۴ یک ستاره است که در صورت فلکی کشتی‌دم قرار دارد.